# Michael J. Wade

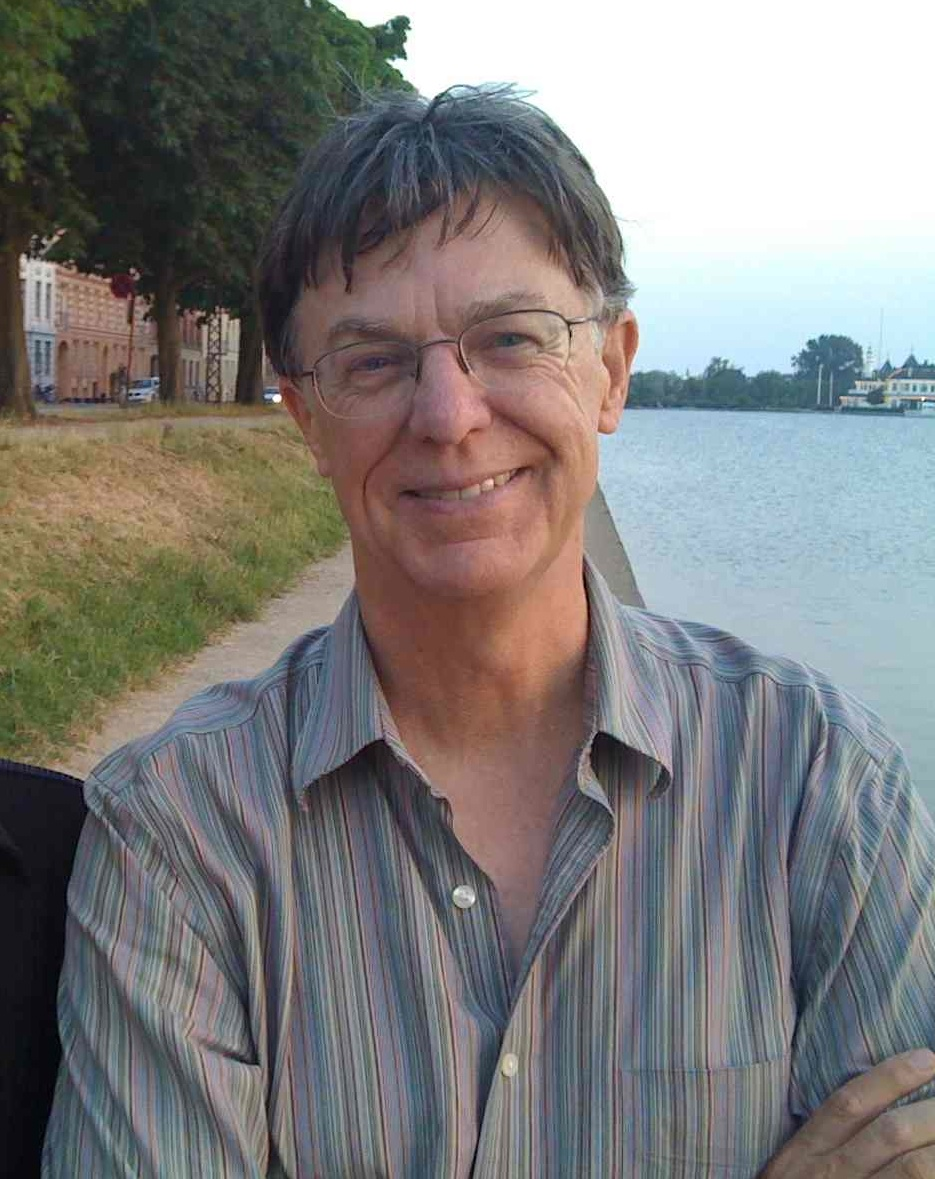
Michael J. Wade in Kopenhagen 2010

Michael John Wade (* 21. Oktober 1949 in Evanston, Illinois) ist ein US-amerikanischer Evolutionsbiologe und Hochschullehrer an der Indiana University in Bloomington.
Wade studierte Biologie und Mathematik am Boston College mit dem Bachelor-Abschluss 1971 und wurde 1975 in theoretischer Biologie an der University of Chicago bei Thomas Park und Montgomery Slatkin promoviert mit einer Dissertation über Evolution, Ökologie und Genetik von Schwarzkäfern der Gattung Tribolium. 1975 wurde er Assistant Professor, 1981 Associate Professor und 1986 Professor an der University of Chicago, an der er von 1991 bis 1998 den Lehrstuhl für Ökologie und Evolution hatte. Seit 2009 ist er dort Associate Vice Provost und er ist Distinguished Professor.
Er untersucht in theoretischen Modellen Populationsdynamik und Evolution auf genetischer Ebene und Populationsebene und nicht-additive Wechselwirkungen darin (wie Epistase). Seine Forschungen unterstützten die Shifting Balance Theory von Sewall Wright (Evolution über Ausbildung von Unterpopulationen mit eingeschränktem Genfluss aus Zusammenspiel von Gendrift, Selektion und Ausbreitung der selektierten Population) und wiederbelebte zusammen mit der Arbeit von David Sloan Wilson das Interesse an Gruppenselektion. Er forschte auch über sexuelle Selektion (mit Stevan J. Arnold), Genetik der Artenbildung, Entwicklung von Metapopulationen (Endosymbionten, altruistisches Verhalten in Gruppen, Parasiten u. a.) mit Phänomenen wie Migration, Rekolonisierung, lokaler Ausrottung, mit sozialer Evolution (und sozialen Insekten) und indirekten genetischen Effekten (wie genetische Effekte ausgehend von der Mutter). Außerdem veröffentlichte er über Geschichte der Naturwissenschaften und Wissenschaftsphilosophie.
2009 erhielt er den Sewall Wright Award. Er ist Mitglied der American Association for the Advancement of Science (2007) und der American Academy of Arts and Sciences (2008).

## Schriften (Auswahl)
- An experimental study of group selection, Evolution, 1977, S. 134–153
- A Critical Review of the Models of Group Selection, Quarterly Review of Biology, Band 53, 1978, S. 101–114.
- Sexual selection and variance in reproductive success, The American Naturalist, Band 114, 1979, S. 742–747
- mit S. J. Arnold: The intensity of sexual selection in relation to male sexual behaviour, female choice, and sperm precedence, Animal Behaviour, Band 28, 1980, S. 446–461
- Kin Selection: Its Components, Science, Band 210, 1980, S. 665–667.
- mit S. J. Arnold: On the Measurement of Natural and Sexual Selection: Theory, Evolution, Band 38, 1984, S. 709–719.
- mit S. J. Arnold: On the Measurement of Natural and Sexual Selection: Applications, Evolution, Band 38, 1984, S.  720–734.
- Soft Selection, Hard Selection, Kin Selection, and Group Selection, American Naturalist, Band 125, 1985, S. 61–73.
- mit D. E. McCauley: Extinction and recolonization: their effects on the genetic differentiation of local populations, Evolution, Band 42, 1988, S. 995–1005
- mit S. Kalisz: The causes of natural selection, Evolution, Band 44, 1990, S. 1947–1955
- mit J. B. Wolf, E. D. Brodie III, J. M. Cheverud, A. J. Moore: Evolutionary consequences of indirect genetic effects, Trends in Ecology & Evolution, Band 13, 1998, S. 64–69
- mit C. J. Goodnight: Genetics and adaptation in metapopulations: When nature does many small experiments, Evolution, Band 52, 1998, S. 1537–1553.
- mit J. B. Wolf E. D. Brodie III; Epistasis and the Evolutionary Process,  Oxford University Press 2000
- mit S. M. Shuster: Mating Systems and Strategies, Princeton University Press 2003
- mit J. B. Wolf: What are maternal effects (and what are they not) ?, Phil. Trans. Roy. Soc. B, Band 364, 2009, S. 1107–1115
- Adaptation in Metapopulations. How interaction changes evolution, University of Chicago Press 2016